# Gare de Bréauté - Beuzeville
Gare de Bréauté - Beuzeville vasútállomás Franciaországban, Bréauté településen.

## Vasútvonalak
Az állomást az alábbi vasútvonalak érintik:
- Párizs–Le Havre-vasútvonal

## Kapcsolódó állomások
A vasútállomáshoz az alábbi állomások vannak a legközelebb:
- Gare du Havre
- Gare d’Yvetot
- Gare de Bolbec - Nointot
- Gare de Fécamp
- Gare d’Étainhus - Saint-Romain
- Gare de Foucart - Alvimare